# 邓小清
邓小清（？—），男，汉族，中华人民共和国政治人物。现任全国政协港澳台侨委员会委员。第十三、十四届全国政协委员。